# Daisy chain (informatica)
Daisy-chain, in informatica, definisce un'interconnessione di apparecchiature del computer, di unità periferiche, o di nodi di una rete, in serie tra loro: uno dopo l'altro.
In analogia con un circuito elettrico, la daisy-chain è equivalente a un collegamento in serie tra più impedenze. Nei PC, tra gli esempi di interfacce daisy-chain vi sono la Small Computer System Interface (SCSI), FireWire (IEEE1394) e l'interfaccia Thunderbolt, che permettono al computer di comunicare con hardware periferico (come un disco, unità a nastro magnetico, CD-ROM, stampanti, e analizzatori) in maniera più veloce e più flessibile rispetto a interfacce precedenti.